# Algyógyi körtemplom
Az algyógyi körtemplom műemlék épület Romániában, Hunyad megyében. A romániai műemlékek jegyzékében a HD-II-m-A-03316 sorszámon szerepel. A református templom mellett áll; haranglábként használják.

## Története
Egy legenda szerint építői a Szentföldről visszatérő templomos lovagok építették hálából az itt lakók vendégszeretetéért, és a templom mellé kincset ástak el, melynek helyét az év bizonyos napján a templom ablakain átsütő napsugarak mutatják.
Építését korábbi történészek a 13. századra keltezték, de az 1993-ban kezdődött ásatások következtetései alapján I. László kora előtt épülhetett. (Hasonlóságot mutat a Stará Plzen-i, przemysli, sárospataki, ducói, ösküi, hidegségi, szalonnai, kallósdi, szakolcai, keresztúri templomokkal, amelyek a 11. század közepe és a 13. század közepe között épültek.) Anyaga feltehetőleg a közeli római castrum, Germisara romjaiból származik. Mérműves ablakai és a falai felett emelkedő süveg a gótika idején készült.

## Leírása
Az épület teljes belső hossza 7 méter, külső hossza 9 méter; kör alakú hajójának átmérője 5,5 méter. A hajóhoz féköríves végződésű, félkupolával fedett szentély kapcsolódik. A falak vastagsága az alapnál 1 méter, legfelül 0,7 méter. Bejárata a délnyugati oldalon helyezkedik el, a déli és északi falon két-két ablak, a keleti és nyugati oldalon egy-egy ablak található.